# James Marangé
 (août 2018).
James Marangé est un instituteur syndicaliste enseignant français, né le 27 mai 1920 à Soncourt-sur-Marne (Haute-Marne) et mort le 20 février 1987 à La Verrière. Il fut secrétaire permanent du Syndicat national des instituteurs (SNI), puis secrétaire général de la Fédération de l'Éducation nationale (FEN) de 1967 à 1974. Après sa retraite, il exerça différentes responsabilités administratives ou associatives : président du Comité interministériel des services sociaux de l'État, président de l'Onisep, conseiller d'État en service extraordinaire ; président de l'Association pour adultes et jeunes handicapés (APAJH) et du CCOMCEN.
James Marangé a joué un rôle important dans les négociations de Rocher Noir en Algérie (1962) qui ont permis d'assurer la rentrée scolaire dans l'Algérie indépendante. Comme secrétaire général de la FEN, son rôle a été particulièrement important pendant et après les évènements de mai 1968, qu'il s'agisse de réflexions sur les évolutions du système éducatif (états généraux de l'Université nouvelle), de la construction du dialogue social dans la fonction publique avec les premiers accords salariaux, de la réflexion laïque ou la défense des libertés en France et dans le Monde.
Lors de ses obsèques, son ami Alain Savary dit de lui : 

« Modeste à l'extrême, il était intransigeant sur les principes, ouvert, attentif au dialogue et négociateur remarquable. Sa parole était comme un engagement irréversible et jamais homme engagé ne fut autant respecté de tous. »

## Le militant laïque, associatif et syndical de la Haute-Marne
Fils d'un boulanger et d'une couturière à domicile, son oncle et sa tante étaient instituteurs. Il fut élève de l'école normale primaire de Chaumont (Haute-Marne de 1936 à 1939, après avoir été scolarisé à Soncourt, puis à l'école primaire supérieure de Joinville. En 1937, il adhère aux Jeunesses socialistes. C'est à Soncourt qu'il obtient sa première nomination comme instituteur de 1939 à 1941. Il exerce ensuite à Bologne jusqu'en 1944. En 1943, il participe à un premier stage des CEMEA où il devient rapidement instructeur[réf. souhaitée].
Réfractaire au STO, il participe en octobre 1944 à la réunion de reconstitution de la section haut-marnaise du SNI (SNI). Au printemps 1945, il est élu au bureau départemental comme responsable de la commission des jeunes. Il est également chargé de deux dossiers : la Fédération française des maisons de jeunes ; les Francs et Franches Camarades (aujourd'hui Francas) au sein desquels il milite activement[réf. nécessaire].
Parallèlement, il crée dans son village une première « camaraderie », amorce de patronage du jeudi et la complète par un camp de vacances pour les élèves de sa classe durant l'été. Avec l'appui de l'inspecteur d'académie du département et le soutien du SNI, il milite pour le développement de groupes de francs et franches camarades (Francas) dont il sera même délégué régional. En 1947, il jette les bases de la fédération départementale des œuvres laïques (Ligue de l'enseignement). Son action permettra, quelques années plus tard, l'acquisition d'une colonie de vacances à Xonrupt, grâce notamment à une souscription auprès des instituteurs haut-marnais[réf. nécessaire].
Le 16 décembre 1948[réf. nécessaire], il est élu secrétaire général de la section départementale du SNI. Il a 28 ans. Il est parallèlement responsable de la fédération des œuvres laïques[réf. nécessaire].
En 1987,Marcelin Bachalard, qui fut « son ami et son confident au bureau départemental du SNI », portait ce témoignage sur lui: « Ayant conscience de défendre de justes causes, Marangé, avec brio, ne craignait pas de tenir tête aux gens en place, qu'ils fussent préfets, députés ou ministres. C'est là une attitude que nos faux-amis ou nos irréductibles adversaires ne lui ont pas pardonnée, mais qui a grandement assuré l'autorité de notre syndicat dans le département. »[non neutre]

## Le responsable national du SNI (1954-1966)
Militant remarqué, James Marangé anime dès 1952 la commission nationale des jeunes du SNI[réf. nécessaire] et est élu au Bureau national du syndicat fin décembre 1953 (le nouveau Bureau national entre en fonctions au début de 1954[réf. souhaitée]). Il accède simultanément au secrétariat permanent qu'anime alors le secrétaire général du Syndicat, Denis Forestier. Il est chargé des questions de jeunesse, de la formation syndicale et des liaisons avec les œuvres post et périscolaires et les mouvements de jeunes[réf. souhaitée]. De 1959 à 1962, il dirige l'École libératrice, l'hebdomadaire du SNI. En 1962, Pierre Desvalois succède à Denis Forestier comme secrétaire général du SNI. James Marangé devient adjoint au nouveau secrétaire général et prend la responsabilités de deux secteurs alors majeurs[réf. nécessaire] : les questions corporatives et les affaires « extra-métropolitaines ». C'est à ce titre qu'il participe aux négociations de Rocher Noir avec le gouvernement provisoire de la nouvelle République algérienne où siège son ami Charles Koenig, responsable du SNI et de la FEN d'Algérie. Les accords de Rocher Noir permettent d'assurer la continuité éducative après l'indépendance[réf. souhaitée].
En 1962, James Marangé devient également rapporteur de la commission corporative de la commission administrative de la FEN. Depuis 1952, il s'intéressait aux questions de statut, grilles et indices de rémunération. Il conserve cette responsabilité jusqu'à son élection au secrétariat général de la FEN[réf. souhaitée].

## Le secrétaire général de la FEN (1966-1974)
Le 18 septembre 1966, Georges Lauré, qui devait achever son mandat en novembre, démissionne du secrétariat général de la FEN (FEN) parce qu'il se considère dans l'incapacité d'assumer son mandat[réf. souhaitée]. Se prononçant contre toute solution transitoire, le SNI, que dirige alors Pierre Desvalois, propose immédiatement la candidature de Marangé au secrétariat général de la FEN qui est élu alors que les voix des représentants des syndicats du second degré s'abstenant[réf. souhaitée]. James Marangé exercera cette fonction jusqu'au 12 décembre 1974, date à laquelle il remettra son mandat pour cause de retraite à André Henry.
C'est pendant son mandat qu'éclatent les évènements de mai 1968 au cours desquels il assume le maintien d'un lien avec les organisations étudiantes (notamment l'UNEF), la FEN et ses syndicats, mais également les centrales ouvrières. La FEN s'affirme comme une organisation syndicale majeure, présente aux discussions des accords de Grenelle et imposant des négociations spécifiques dans la fonction publique et l'Éducation nationale. En juin 1968, James Marangé annonce les « États généraux de l'Université nouvelle » qui auront lieu les 26 et 27 octobre 1969[pertinence contestée].
Les accords «Oudinot» de 1967 préfigurent les négociations salariales dans la Fonction publique, James Marangé intervient en direct dans les dossiers pour lesquels il bénéficie de son expérience antérieure au SNI et, dans un premier temps, de la collboration de Robert Dernelle, secrétaire corporatif du SNI. Après le décès de Georges Aulong, le deuxième permanent de la FEN de l'époque, Alain Chauvet pendant une année, puis François Malcourant viennent renforcer l'équipe.
Les 23 et 24 janvier 1970, se constitue le Comité syndical européen de l'enseignement à Bruxelles dont James Marangé devient le premier président. C'est également dans les années soixante-dix que la FEN est à l'initiative du Collectif national pour les libertés, constitué le 24 avril 1970 pour s'opposer au projet de loi « anti-casseurs ». C'est également dans cette période que la FEN est particulièrement active pour la défense des libertés dans le monde, qu'il s'agisse de protester contre l'invasion soviétique en Tchécoslovaquie (1968) ou de protester contre le coup d'État du général Pinochet au Chili (1973).
Les 13 et 14 mai 1972, il est l'un des principaux artisans du colloque du CNAL qui préconise la nationalisation laïque de l'enseignement et sa gestion tripartite.
Au congrès des 27-30 novembre 1973, il fait voter le manifeste rappelant les principes du « pacte fédéral », après que plusieurs syndicats à direction Unité et action ont maintenu ensemble un ordre de grève que la commission administrative nationale de la FEN avait décidé de lever[réf. souhaitée].
C'est à l'issue du Conseil national du 12 décembre 1974 qu'il remet son mandat de secrétaire général et qu'il propose la candidature d'André Henry pour lui succéder.

## Une retraite... active

### Un retraité sollicité
Personnalité reconnue, militant apprécié, James Marangé a vu ses compétences comme ses qualités humaines sollicitées pour assumer des engagements au sein d'organismes officiels et d'associations[non neutre]. Libéré de la règle de non-cumul des mandats politiques et syndicaux qu'applique la FEN, cet ami d'Alain Savary[réf. souhaitée] siège de 1975 à 1977 au comité directeur du Parti socialiste. Il renonce ensuite à cet engagement.
De 1975 à 1979, il est président de l'APAJH. C'est peu avant le terme de son mandat qu'il écrit: Que les handicapés, par les obligations qu'ils nous créent, nous aident à construire une société plus juste et plus fraternelle[réf. souhaitée].
De 1975 à 1981, il est conseiller technique auprès de Gabriel Ventejol, président du Conseil économique et social. De 1978 à 1981, il préside le Comité interministériel des services sociaux de l'État (actuel Comité interministériel de l'action sociale de la Fonction publique de l'État). Parallèlement, de 1978 à 1982, il est conseiller d'État en service extraordinaire. À ce titre, il préside un groupe sur les aspects démographiques de l'immigration (1981), puis un autre sur l'insertion des jeunes d'origine étrangère dans la société française (1982). De 1982 à 1985, il préside, à la demande d'Alain Savary[réf. souhaitée], les conseils d'administration de l'Onisep et du Céreq.
Le signe sans doute le plus marquant de la confiance qu'il inspirait[non neutre] est son choix pour la présidence du CCOMCEN (Comité de coordination des œuvres mutualistes et coopératives de l'Éducation nationale regroupant les organisations mutualistes, coopératives et associatives du monde de l'Éducation nationale. Il succède au président fondateur Denis Forestier, président de la Mutuelle générale de l'Éducation nationale, décédé subitement. James Marangé assume cette responsabilité de 1978 à 1984[réf. nécessaire].

### Les obsèques de James Marangé — l'hommage de Guy Georges
Le 20 février 1987, James Marangé décède après un long combat contre la maladie[réf. souhaitée]. Ses obsèques ont lieu le 26 dans son village natal de Soncourt-sur-Marne[réf. souhaitée]. Conformément à sa volonté[réf. souhaitée], deux discours sont alors prononcés : l'un par Guy Georges, Haut-Marnais comme James Marangé, et comme lui président du CCOMCEN ; l'autre par Alain Savary, ami personnel de James Marangé.